# Пуйупатамарка

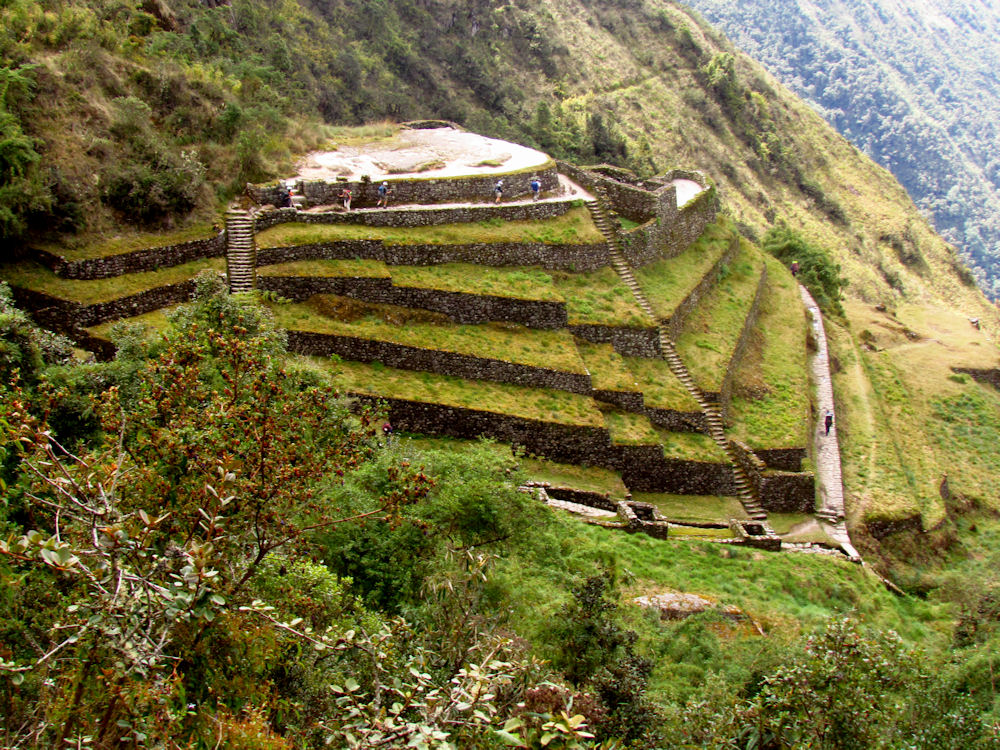
Пуйупатамарка

Пуйупатамарка (кечуа Puyupatamarka) — археологический памятник в Перу, руины крепости доколумбова периода.
Расположен на горе на высоте около 3500 метров над уровнем моря.
Известен также как «La Ciudad entre la Niebla» — «Город в облаках». Название получил ввиду того, что внизу склоны горы покрыты доджевым лесом, откуда поднимаются туманы и создаётся впечатление, что город находится над облаками.
О городе до настоящего времени известно мало — даже его точное название не известно, Пуйупатамарка — так называли это место индейцы-проводники первооткрывателю этих мест Палу Фейошу, экспедиция в 1940-42 годах. Серьезные археологические изыскания в этом районе не проводились. Однако, есть основания полагать, что город играл значительную роль в Инкской Империи, являясь религиозным и административным центром.
Среди развалин есть ритуальные ванны, вода в которых поступала из инкских каналов, — для прохождения ритуалов очищения водой.